# Науменко Степан Іванович
Степа́н Іва́нович Нау́менко (нар. 7 січня 1920 — пом. 20 листопада 2004) — радянський військовий льотчик, заступник командира ескадрильї 29-го гвардійського винищувального авіаційного полку 50-ї винищувальної авіаційної дивізії (64-й винищувальний авіаційний корпус), гвардії майор. Герой Радянського Союзу (1951).

## Біографія
Народився 7 січня 1920 року в селі Злинка, нині Маловисківський район Кіровоградської області, в селянській родині. Українець. 1936 року закінчив 9 класів середньої школи, працював токарем у трудовій колонії в Одесі.
До лав РСЧА призваний у 1937 році. 1939 року закінчив Ленінградське військове авіаційно-технічне училище. Служив авіаційним техніком у 2-у Чкаловському військовому авіаційному училищі. З листопада 1941 року — механік авіаційної ланки 615-го нічного бомбардувального авіаційного полку ВПС Приволзького ВО. Учасник німецько-радянської війни з грудня 1941 по квітень 1942 року. У складі 10-ї змішаної авіаційної дивізії ВПС 43-ї армії Західного фронту військтехнік II рангу С. І. Науменко брав участь в обороні Москви та Ржевсько-Вяземській наступальній операції.
З квітня по вересень 1942 року навчався в 6-й Воронезькій військовій авіаційній школі початкового навчання. У 1943 році закінчив Бірську військову авіаційну школу льотчиків, у 1944 році — курси командирів авіаланок. З листопада 1944 року — командир авіаланки 195-го винищувального авіаційного полку 324-ї винищувальної авіаційної дивізії ВПС Московського ВО, здійснював перегін літаків на фронт. По закінченні війни продовжив військову службу в частинах ВПС СРСР. З квітня 1947 року — командир авіаланки 29-го гвардійського винищувального авіаційного полку, з 1950 року — помічник командира ескадрильї того ж полку. Член ВКП(б) з 1947 року.
Учасник корейської війни у складі 29-го гвардійського винищувального авіаційного полку з літа 1950 року. До лютого 1951 року на реактивному винищувачі МіГ-15біс здійснив 70 бойових вильотів, провів 10 повітряних боїв, у яких збив особисто 5 та в складі групи — 6 літаків супротивника.
З березня 1951 року — помічник командира 29-го гвардійського винищувального авіаційного полку. 1952 року закінчив Липецькі вищі офіцерські льотно-тактичні курси удосконалення офіцерського складу. З грудня 1952 року — командир ескадрильї 234-го винищувального авіаційного полку 9-ї винищувальної авіаційної дивізії ВПС МВО. З лютого 1953 року — в складі 32-го гвардійського винищувального авіаційного полку: помічник командира полку, з 1957 року — заступник командира полку, з 1958 року — перший заступник командира полку, а з вересня 1959 року — командир полку.
В березні 1961 року полковник С. І. Науменко вийшов у запас.
Закінчив педагогічний інститут. Мешкав у Подольську Московської області, працював заступником директора СШ № 23, викладав фізику. Помер 20 листопада 2004 року, похований Алеї Геров Подольського міського цвинтаря.

## Нагороди
Указом Президії Верховної Ради СРСР від 12 травня 1951 року за зразкове виконання бойових завдань командування та виявлені при цьому відвагу і героїзм, гвардії майору Науменку Степану Івановичу присвоєне звання Героя Радянського Союзу з врученням ордена Леніна і медалі «Золота Зірка» (№ 6634).
Також був нагороджений орденами Червоного Прапора (22.02.1956), Вітчизняної війни 1-го ступеня (11.03.1985), двома орденами Червоної Зірки (03.11.1953, 29.04.1954) і медалями.